# Vladimir Ćorović
Vladimir Ćorović (ur. 27 października 1885 w Mostarze, zm. 12 kwietnia 1941 w Grecji) – serbski historyk, nauczyciel akademicki, autor i naukowiec, członek Serbskiej Akademii Nauk i Sztuk.

## Życiorys
Ćorović skończył szkołę podstawową i gimnazjum w Mostarze. Kontynuował studia na Uniwersytecie Wiedeńskim w 1904 roku, studiując archeologię, historię i filologię słowiańską. Działał w serbskiej grupie akademickiej „Zora”. Uzyskał tytuł doktora w 1908 na podstawie rozprawy o Lukijanie Mušickim, serbskim poecie z XVIII wieku.
Ćorović spędził pewien czas w Bolonii i Paryżu, badając rękopisy starosłowiańskie. W liście zauważył, że taka praca „jest ciężka i nie jest przeznaczona dla wszystkich”. Przeniósł się do Sarajewa we wrześniu 1909 roku i pracował jako kurator, a później administrator w Muzeum Narodowym Bośni i Hercegowiny, okres ten zapoczątkował jego intensywne lata pracy.
Po zabójstwie arcyksięcia Franciszka Ferdynanda Austrii 28 czerwca 1914 władze austro-węgierskie aresztowały Ćorovicia, oskarżonego o zdradę stanu. Ćorović został najpierw skazany na pięć lat, ale Sąd Najwyższy przedłużył ten okres do ośmiu z powodu jego wkładu w postęp kulturalny Serbów poprzez Prosvjetę. Nowy władca austro-węgierski Karol I Habsburg, pod naciskiem międzynarodowym króla Hiszpanii, w 1917 wypuścił więźniów politycznych i udzielił im amnestii.
Pod koniec I wojny światowej Ćorović przeniósł się do Zagrzebia, rządząc Koalicją Chorwacko-Serbską i Narodową Radą Słoweńców, Chorwatów i Serbów, opowiadającą się za zjednoczeniem z Serbią. Był obecny na uroczystej proklamacji powstania Królestwa Serbów, Chorwatów i Słoweńców w Belgradzie 1 grudnia 1918 roku.
Corović był profesorem historii Serbii na Uniwersytecie w Belgradzie od 1919 i rektorem Uniwersytetu w Belgradzie w latach akademickich 1934–35 i 1935–36. Opublikował ponad 1000 prac.
W drodze na wygnanie Królewskiego Rządu Jugosławii podczas inwazji na Jugosławię w kwietniu 1941 zginął w katastrofie lotniczej 12 kwietnia 1941 na górze Olimp w Grecji.

## Wybrane publikacje
- Vojislav Ilić (Mostar, 1906)
- Srpske narodne pripovijetke (Matica srpska, Novi Sad, 1909)
- Pokreti i dela (Geca Kon, Beograd, 1920)
- Crna Knjiga. Patnje Srba Bosne i Hercegovine za vreme svetskog rata 1914-1918. (Beograd, 1920)
- Velika Srbija (Narodno delo, Beograd, 1924)
- Bosna i Hercegovina (Srpska književna zadruga, Beograd, 1927)
- Luka Vukalović i hercegovački ustanci od 1852-1862 (Srpska kraljevska akademija: Beograd, 1923)
- Ujedinjenje (Narodno delo, Beograd, 1928)
- Mostar i njegova srpska pravoslavna opština (Beograd, 1933)
- Istorija Jugoslavije (Narodno delo, Beograd, 1933)
- Odnosi između Srbije i Austrougarske u XX veku (Državna štamparija Kraljevine Jugoslavije, Beograd, 1936)
- Političke prilike u Bosni i Hercegovini, Politika, Beograd 1939
- Historija Bosne, vol. I (Srpska kraljevska akademija, Beograd, 1940).

Opublikowane pośmiertnie:
- Sveta Gora i Hilandar do XVI veka (Beograd 1985).
- Istorija Srba, vol. I-III (BIGZ, Beograd, 1989).
- Portreti iz novije srpske istorije, Srpska književna zadruga, Beograd 1990, ed. by D. T. Bataković
- Istorija srpskog naroda (Ars Libri, Beograd, 1997)